# Вільна держава
Вільна держава (нім. Freistaat) — німецький термін що з'явився в 19-му столітті для позначення держав якими не керували монархи, тобто для республік. У Веймарській республіці поняттям «вільних держав», поряд з народними державами — офіційна назва більшості німецьких земель (нім. Flächenländer). Сьогодні це офіційна назва земель Баварія (з 1945), Саксонія (з 1990) та Тюрингія (з 1993). Також з 1945 до 1952 застосовувалась для землі Баден.
Англійський парламент у акті про створення Співдружності Англії з 1649 по 1660 р. проголосив, що «Англію підтверджено як Співдружність і Вільну державу і відтепер вона буде керуватися як Співдружність та Вільна держава». Співдружність мала республіканську конституцію.